# Rullfock

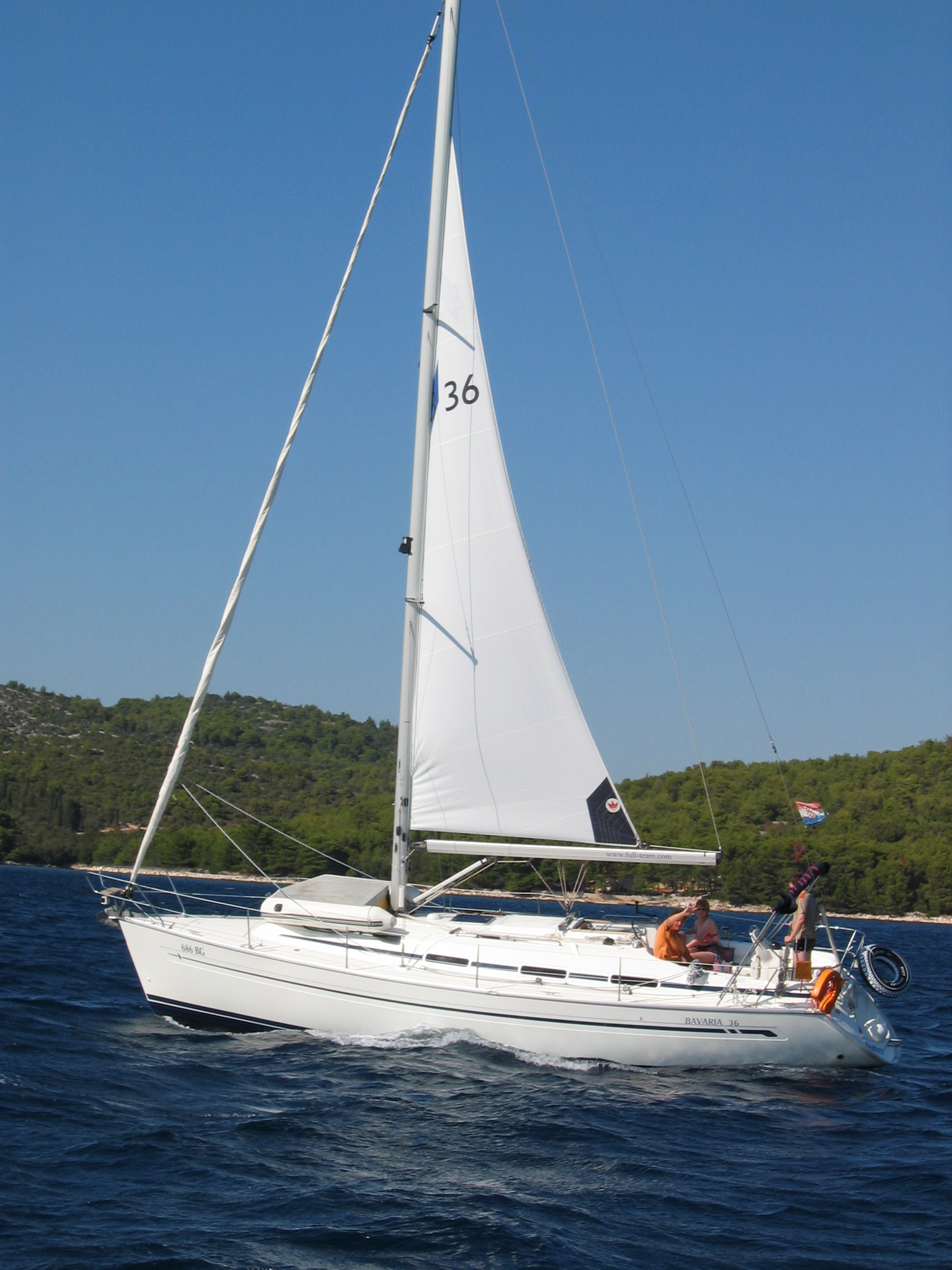
Rullfock på förstaget. Båten på bilden har också rullstorsegel, som rullas upp inne i masten, och här är kraftigt revat.

Rullfock är ett försegel där det med en mekanism går att från sittbrunnen beslå det genom att rulla upp det på staget.
De flesta litet större familjesegelbåtar har nuförtiden rullgenua, då det befriar en oerfaren eller liten besättning från att fira och skära ur seglet då man ligger i hamn, därmed ökande bekvämligheten. Mekanismen består i en vinda vid stagets nedre fäste, där en lina vindar upp sig då man med fockskotet drar ut det upprullade seglet. I förstagets fäste i masttoppen sitter en trissa som tillåter staget att fritt rotera. 

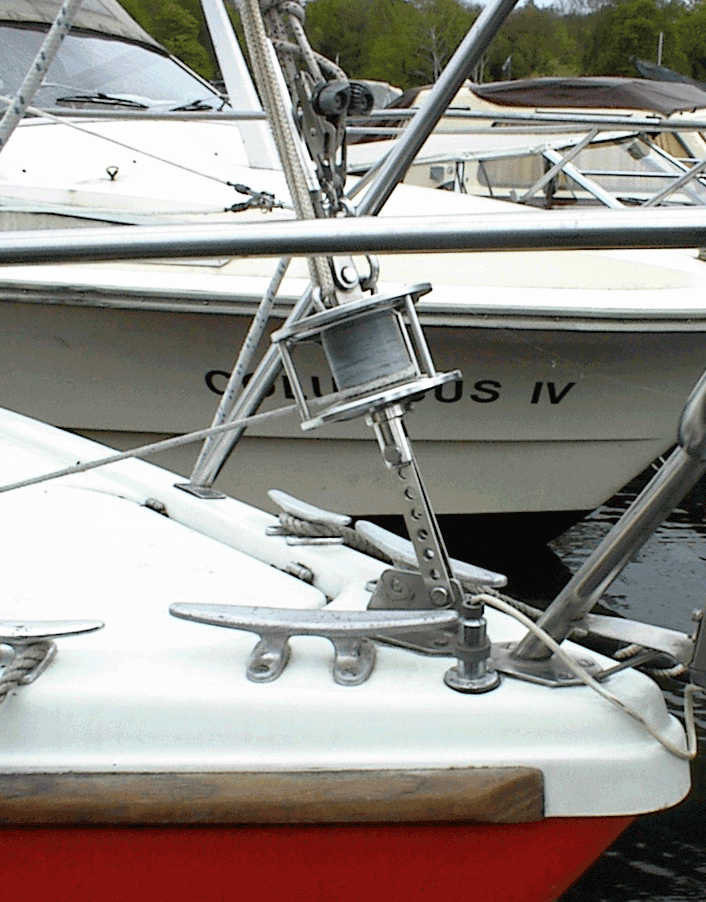
Detalj av rullfocksbeslag på förstaget

Vid seglingens avslutande drar man ut linan, och tvingar samtidigt staget att vrida sig och rulla upp seglet igen. Ofta finns innanför aktra och undre liken en bit av presenningstyg, så att seglet "beslår" sig själv då presenningen ytterst täcker seglet runt staget.
Arrangemanget medför något högre vikt och inverkar i viss mån ofördelaktigt på luftens rörelse kring riggen, så extrema racers brukar inte ha rullfock.